# Marek Janečka
Marek Janečka [ˈmarɛk janet̠͡ɕka] (* 9. Juni 1983 in Levoča, Tschechoslowakei) ist ein slowakischer Fußballspieler.

## Karriere
Der Defensivspezialist, der sowohl als Rechtsverteidiger als auch als defensiver Mittelfeldspieler eingesetzt werden kann, startete seine Karriere beim FK 05 Levoča aus seiner Geburtsstadt. Nach den Stationen FK Spišská Nová Ves, MŠK Rimavská Sobota, FK Dukla Banská Bystrica und erneut MŠK Rimavská Sobota unterschrieb Janečka im August 2010 einen Vertrag bis zum 30. Juni 2013 beim FC Zlaté Moravce.
Am 19. Januar 2012 verlieh Moravce Janečka zunächst bis Juni an den deutschen Zweitligisten Hansa Rostock, zudem wurde eine Option auf ein weiteres Jahr vereinbart. Daraufhin debütierte Janečka am 5. Februar 2012 bei der 1:2-Niederlage beim VfL Bochum für die abstiegsbedrohte Rostocker Mannschaft und kam auch an den 14 verbleibenden Ligaspielen der Zweitliga-Saison 2011/12 zum Einsatz. Dabei bestritt er jedes dieser Spiele über die komplette Spielzeit. Bereits mit dem vorletzten Spieltag stand allerdings Rostocks Abstieg in die 3. Liga fest. Daraufhin kehrte Janečka zu Moravce zurück, von wo er jedoch direkt zu Ligakonkurrent FC Spartak Trnava weiter zog.
Beim Vizemeister der Vorsaison absolvierte Janečka 2012/13 neben vier Spielen in der Qualifikation zur UEFA Europa League insgesamt 32 Begegnungen in der heimischen Liga, in denen er ein Tor schoss. Erst am letzten Spieltag konnte er mit der Mannschaft durch einen 1:0-Erfolg gegen den 1. FC Tatran Prešov den Klassenerhalt sichern.